# John Jeffrey
Pas d'image ? Cliquez ici

a Compétitions nationales et continentales officielles uniquement.

b Matchs officiels uniquement.
Ne doit pas être confondu avec Jeffrey John.
John Jeffrey, né le 25 mars 1959 à Kelso, connu comme le Grand Requin Blanc ou JJ, est un joueur de rugby à XV écossais, évoluant au poste de troisième ligne pour l'équipe nationale d'Écosse. 
À la fin des années 1980, il a formé, avec Finlay Calder et Derek White, une troisième ligne que beaucoup d'amateurs considèrent comme la meilleure de l'histoire du rugby. Il est lui-même considéré comme l'un des plus grands joueurs de tous les temps à son poste. 
Il est président du comité du Tournoi des Six Nations de 2019 à 2024 et président par intérim de la fédération écossaise du 25 mai 2020 jusqu'en avril 2023.
Du 11 mai 2023 au 14 novembre 2024, il est le vice-président de World Rugby.

## Clubs successifs
- Kelso RFC

## Palmarès

### Écosse
John Jeffrey dispute quarante matchs sous le maillot écossais, entre 1984, et 1991. Il inscrit onze essais pour un total de 44 points.
Il obtient ses sélections en 1984, une, deux en 1985, cinq en 1986, sept en 1987, trois en 1988, six en 1989, sept en 1990 et neuf en 1991.

#### Tournoi des Cinq Nations
John Jeffrey participe à sept éditions du tournoi des Cinq Nations, de 1985 à 1991. Il remporte deux éditions, en 1986 où l'Écosse avec trois victoires et une défaite partage la victoire avec la France, et en 1990, l'Écosse réalisant le Grand Chelem.
Il dispute vingt-quatre rencontres, toutes en tant que titulaire, inscrivant quatre essais.
| Édition           | Rang | Résultats Écosse | Résultats John Jeffrey | Matchs John Jeffrey |
| ----------------- | ---- | ---------------- | ---------------------- | ------------------- |
| Cinq Nations 1985 | 5    | 0 v, 0 n, 4 d    | 0 v, 0 n, 2 d          | 2 / 4               |
| Cinq Nations 1986 | 1    | 3 v, 0 n, 1 d    | 3 v, 0 n, 1 d          | 4 / 4               |
| Cinq Nations 1987 | 3    | 2 v, 0 n, 2 d    | 2 v, 0 n, 2 d          | 4 / 4               |
| Cinq Nations 1988 | 4    | 1 v, 0 n , 3 d   | 0 v, 0 n , 2 d         | 2 /4                |
| Cinq Nations 1989 | 2    | 2 v, 1 n, 1 d    | 2 v, 1 n, 1 d          | 4 / 4               |
| Cinq Nations 1990 | 1er  | 4 v , 0 n , 0 d  | 4 v , 0 n , 0 d        | 4 / 4               |
| Cinq Nations 1991 | 3    | 2 v, 0 n, 2 d    | 2 v, 0 n, 2 d          | 4 / 4               |

#### Coupe du monde
John Jeffrey dispute les deux premières éditions de la Coupe du monde, en Nouvelle-Zélande 1987 et en Angleterre 1991. 
Il participe à huit rencontres, trois en 1987 pour un bilan personnel de deux victoires et une défaite, en quart de finale face aux All Blacks, et cinq en 1991, trois victoires et deux, l'Écosse s'inclinant en demi-finale face à l'Angleterre puis pour la troisième place face aux All Blacks. Il inscrit seize points, un essai contre le Zimbabwe et trois contre la Roumanie en 1987 et huit en 1991, deux essais face aux Samoa.
| Édition               | Rang            | Résultats Écosse | Résultats John Jeffrey | Matchs John Jeffrey |
| Nouvelle-Zélande 1987 | Quart de finale | 2 v, 1 n, 1 d    | 2 v, 1 n, 0 d          | 3/4                 |
| Angleterre 1991       | Quatrième       | 4 v, 0 n, 2 d    | 3 v, 0 n, 2 d          | 5/6                 |

### Lions
John Jeffrey porte le maillot des Lions Britanniques et Irlandais lors de deux années. D'abord en 1986, lors d'une rencontre ayant lieu dans le cadre des célébrations du Centenaire de l'IRB, contre une sélection mondiale nommée Rest of the World XV, rencontre remportée par cette dernière sur le score de 15 à 7. Puis en 1989, lors de la tournée en Australie, où il dispute cinq rencontres, inscrivant deux essais à deux reprises, face à l'Australie B et New South Wales Country.

### Barbarians
John Jeffrey évolue à huit reprises le maillot des Barbarians. Ces huit participations sont un match contre Newport en octobre 1983, Penarth et Cardiff en avril 1984, Newport en octobre 1984, les London Welsh en septembre 1985, Nexport en octobre 1987, le tournoi de Hong-Kong de rugby à sept en avril 1989 et les Leicester Tigers en décembre 1991.
En avril 2008, il est l'entraîneur des baa-baas qui rencontrent l'équipe de l'université d'Édimbourg dans le cadre du 150 anniversaire de celle-ci,.

### Distinctions
En 2010, John Jeffrey fait partie des premières personnalités du rugby écossais choisies par la Scottish Rugby Union pour inaugurer un Temple de la Renommée, Hall of Fame. Il figure également des vingt plus grand joueurs écossais désignés par Scotsman.com.

## Dirigeant
En septembre 2010, il est élu en tant que représentant écossais au sein de l'IRB. En mai 2013, il est désigné président du comité rugby de l'IRB. Il est également président du comité de sélection désignant les arbitres de rencontres internationales.
Le 10 juillet 2019, il est élu président du comité du Tournoi des Six Nations. Il est secondé par Bernard Laporte, élu vice-président.
Le 25 mai 2020, il est nommé président par intérim de la fédération écossaise après la démission de Colin Grassie.
Le 11 mai 2023, il devient vice-président de World Rugby pour la fin du mandat 2020-2024, à la place de Bernard Laporte, démissionnaire après avoir été condamné à deux ans de prison avec sursis pour corruption. Il quitte alors la présidence de la fédération écossaise.
Alors qu'il souhaitait se présenter à la présidence de World Rugby en novembre 2024, sa fédération nationale ne lui apporte pas son soutien en raison de sa gestion financière considérée comme calamiteuse de 2020 à 2023, il est alors contraint et forcé de se retirer de la course pour la présidence de l'institution mondiale.